# 现存的加泰罗尼亚统一社会党
现存的加泰罗尼亚统一社会党（缩写为PSUC Viu）是西班牙加泰罗尼亚自治区的一个共产主义政党。该党成立于1997年6月14日，由原加泰罗尼亚统一社会党内不同意加入为了加泰罗尼亚倡议的少数派组成。1998年，该党与加泰罗尼亚共产党人党组建了政党联盟联合与替代左翼（拥有注册政党地位）。该党是一个独立的政党，但也参加西班牙共产党的党代表大会。2014年11月1日，该党与加泰罗尼亚共产党人党及一些独立的共产主义者组建了新政党加泰罗尼亚共产党人，但现存的加泰罗尼亚统一社会党并没有因此解散。2019年，该党与联合与替代左翼的关系破裂，另外组建加泰罗尼亚联合左翼。